# Edil Manrique
Edil Manrique (...) è un ex calciatore uruguaiano, di ruolo centrocampista.

## Carriera

### Club
Manrique giocò durante gli anni '60 del XX secolo nel Cerro.
Con il Cerro, nell'estate 1967, partecipa all'unica edizione del campionato nordamericano dell'United Soccer Association, lega che poteva fregiarsi del titolo di campionato di Prima Divisione su riconoscimento della FIFA, nel 1967: quell'edizione della Lega fu disputata utilizzando squadre europee e sudamericane in rappresentanza di quelle della USA, che non avevano avuto tempo di riorganizzarsi dopo la scissione che aveva dato vita al campionato concorrente della National Professional Soccer League. Con il Cerro, nelle vesti degli N.Y. Skyliners Manrique non superò le qualificazioni per i play-off, chiudendo la stagione al quinto posto della Eastern Division.
Successivamente è in forza al Bella Vista, con cui ottiene il settimo posto nella Primera División Uruguaya 1970.

### Nazionale
Manrique ha giocato due incontri con la nazionale dell'Uruguay.